# Виктория (графство)
Виктория (англ. Victoria) — бывшее графство на территории Тринидада и Тобаго. Названо в честь королевы Виктории ещё в колониальный период. Управлялось советом Графства Виктория (город Сан-Фернандо имел самоуправление и входил в свою городскую корпорацию).

## География и административное деление
Площадь графства составляет 813 кв. километров. Граничило с графствами Карони, Майаро, Нарива и Сент-Патрик. На западе графство имело выход к Заливу Пария.
Графство делилось на 5 уордов:
- Пойнт-а-Пьер
- Напарима
- Ортоир
- Саванна-Гранд
- Моруга [3]

## Разделение
После реформы 1990 года Виктория вместе с остальными графствами было упразднено, а его территория распределена между регионами Пенал-Дебе, Принцес-Таун и Кува-Табаквит-Талпаро.